# Curtis Act

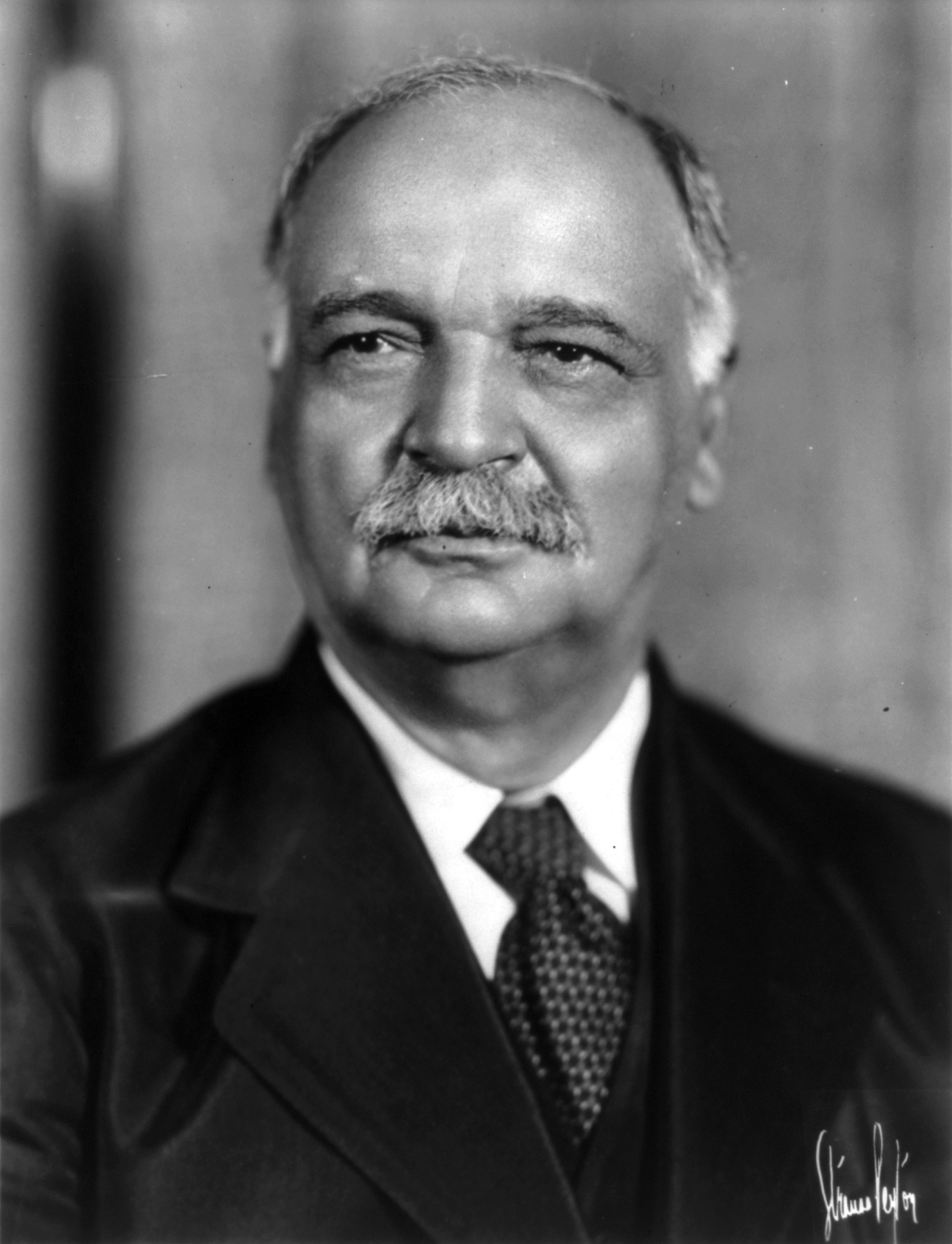
Charles Curtis

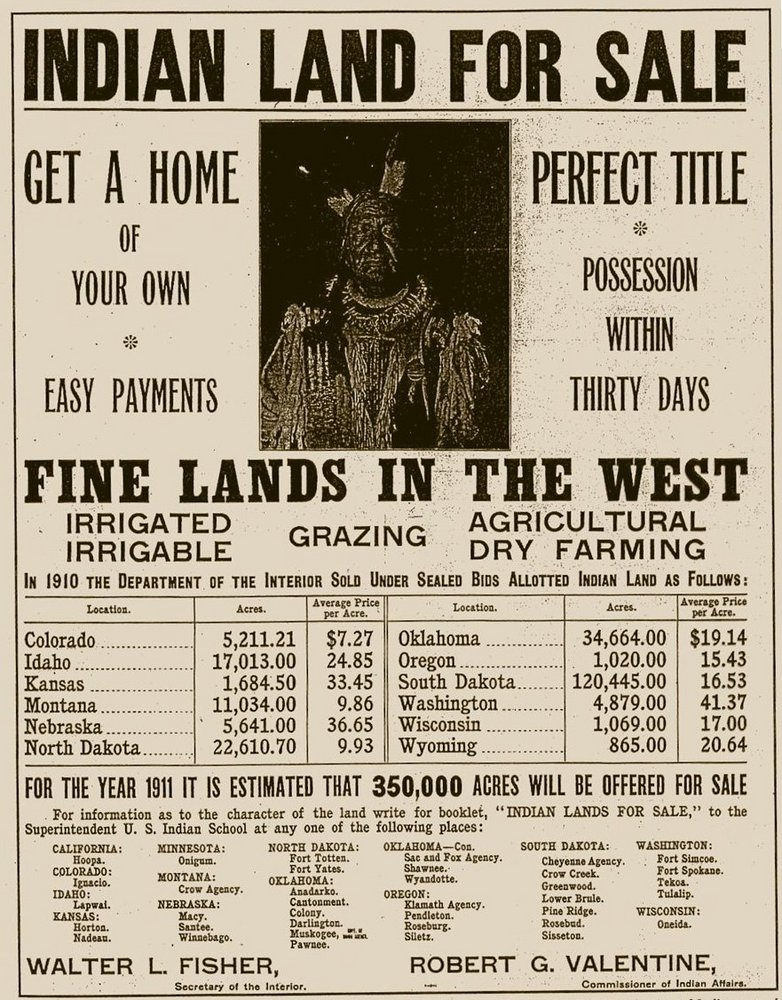
Anzeige des US-Innenministeriums mit dem Angebot "Indian Land for Sale"

Als Curtis Act wird ein im Jahre 1898 von Charles Curtis eingebrachtes Gesetz bezeichnet, welches die Auflösung der Indianer-Nationen im heutigen US-Bundesstaat Oklahoma zum Inhalt hat. Der Vorschlag wurde am 28. Juni 1898 vom 55. Kongress der Vereinigten Staaten als Gesetz "Pub.L. 55–517" verabschiedet.
Der Curtis Act war eine Erweiterung des Dawes Act von 1887. Der Dawes Act galt ursprünglich nicht für die Indianerstämme im Indianerterritorium. Mit dem Curtis Act wurde der Dawes Act auf das Gebiet dieses Territoriums ausgedehnt. Durch den Curtis Act wurden den Stämmen zirka 90 Millionen Acre Land entzogen. Die Regierungen der Indianer-Nationen mussten nach dem Gesetz bis zum Jahre 1907 aufgelöst werden. Nur durch dieses Gesetz war es möglich, den Bundesstaat Oklahoma zu gründen. Durch den Curtis Act konnten Gebiete, die ursprünglich den Stämmen durch die Amerikanische Regierung auf „Ewige Zeiten“ zugesprochen worden waren, in individuelle Grundstücke aufgeteilt werden. Angehörige der Stämme bekamen individuelle Parzellen zugewiesen. Das übrige Land wurde an Nicht-Stammesangehörige verkauft. Die Gründung von Gemeinden und Städten auf Indianergebiet wurde durch den Curtis Act möglich. Durch den Curtis Act wurde die Regierung der Cherokee Nation eliminiert. Staatsangehörige der Cherokee wurden Staatsangehörige der Vereinigten Staaten. Erst in den Siebziger Jahren konnte die Regierung der Cherokee Nation wiedergegründet werden.

## Geschichte
Der Curtis Act wurde von Charles Curtis aufgrund der Weigerung der Fünf zivilisierten Stämme, ihr Gebiet zu parzellieren, initialisiert. Die Stämme weigerten sich, das Land an einzelne Indianerfamilien aufzuteilen. Doch die Regierung in Washington hatte Pläne mit dem Land. Überschüssige Gebiete sollte an Nicht-Stammesmitglieder verkauft werden und der Staat Oklahoma sollte gegründet werden. Am 8. Februar 1887 hatte der US-Kongress den General Allotment Act beschlossen. Charles Curtis sah mit diesem Gesetz auch eine Möglichkeit, das Leben der Indianer im Indianerterritorium zu verbessern. Anstelle von Gemeinschaftsbesitz an Grund und Boden sollten den Familien individuelle Parzellen zugewiesen werden, die sie selbständig bearbeiten sollten. Die Macht der Stammesregierungen sollte auf diese Weise gebrochen werden. Doch der General Allotment Act fand aufgrund der speziellen Vertragsverhältnisse keine Anwendung. Die Stämme, welche aufgrund des Indian Removal Act aus den östlichen Bundesstaaten in den 1830ern vertrieben worden waren, sahen sich nicht als Bestandteil der Vereinigten Staaten und pochten auf ihren Status als Unabhängige Nationen. Charles Curtis dagegen wollte die Integration der Indianer in die Gesellschaft fördern. In den Stammesregierungen sah er Verfechter der alten Lebensweise der Indianer, die Lebensweise der Jäger und Sammler. Auch sollten die Indianer der Stämme vollwertige Bürger der Vereinigten Staaten werden. Schulen sollten in den Indianerkommunen entstehen, die Indianer sollten die Kultur der Mehrheit übernehmen, um so zu überleben. Charles Curtis, selbst ein Halb-Indianer aus Kansas, glaubte an die Überlegenheit der Kultur des Weißen Mannes.

## Versionen und Inhalt des Gesetzes
Das Gesetz erfuhr 5 wesentliche Überarbeitungen. Vom ursprünglichen Entwurf des Charles Curtis blieb wenig übrig. Der Initiator zeigte sich selbst enttäuscht über die endgültige Version. Ursprünglich war vorgesehen, dass die Stammesregierungen Zeit bis zum 6. März 1906 gegeben wird, um sich neu zu orientieren. Aber das Gesetz entzog ihnen unmittelbar weitreichende Befugnisse und Gesetzgebung, die Stämme behielten nur das Recht über die Parzellierung ihres Landes zu verhandeln. Da das Gesetz auch die Gründung von Städten und Gemeinden vorsah, wurden als Konsequenz Städte wie Tulsa von weißen Bewohnern des Indianerterritoriums gegründet. Auch über die Frage, wer Stammesmitglied war, konnten sie nicht mehr frei entscheiden.
Ein Großteil des Landes wurde an weiße Siedler vergeben. Aber auch die Cherokee Freedmen, schwarze Sklaven, welche die Cherokee vom Osten her mitgebracht hatten und deren Nachkommen, bekamen teilweise Land zugewiesen, obwohl die Cherokee sie nicht als Mitglieder ihres Stammes sahen. Etwa 4000 Cherokee Freedmen bekamen Land zugewiesen. Bis heute gibt es Probleme und juristische Auseinandersetzungen, ob die Freedmen ein Recht auf Stammesmitgliedschaft haben oder nicht, nachdem in den 1970er-Jahren die Cherokee Nation als souveräne Nation wiederbelebt worden ist.